# Atraphaxis caucasica
Atraphaxis caucasica är en slideväxtart som först beskrevs av Franz Georg Hoffmann, och fick sitt nu gällande namn av Nikolai Vasilievich Pavlov. Atraphaxis caucasica ingår i släktet Atraphaxis och familjen slideväxter. Inga underarter finns listade i Catalogue of Life.